# Sparattanthelium acreanum
Sparattanthelium acreanum là một loài thực vật có hoa trong họ Hernandiaceae. Loài này được Pilg. miêu tả khoa học đầu tiên năm 1915.